# Pちゃん (グラビアアイドル)
Pちゃん（ピーちゃん、1988年2月10日 - ）は、日本のグラビアアイドル、元AV女優。

## 来歴
写真週刊誌『FLASH』2007年1月30日号にて、Pちゃん（当時は風子）が巨乳専門ヘルスの元風俗嬢であったとする記事が、バストトップを露わにした顔入りの写真と共に掲載された。この記事に対するPちゃん側のオフィシャルなコメントはない。
2009年1月1日に、MUTEKIから芸能人デビュー第6弾として同年2月1日にAVデビューする事が発表された。
AVデビューから約1年後の2010年2月19日に発売の『これで見納め!日本一のデカ乳SEX』が最後の作品となった。
2013年9月、芸名を『Pちゃん』として芸能活動を再開し、株式会社BEEに所属。新しいブログ開始。
『Pちゃん』は愛称から付けたもので、前事務所・ウィンドーのギャラ未払いによる金銭トラブルから『風子』は使用できなくなっている。
2016年2月、六本木でスナック『スナックP』のママになる。

## 出演
テレビ番組
- GO!GO! GyaO（GyaO）
- Sabra☆Gyao（GyaO）
- ゴッドタン（テレビ東京2014年3月22日、5月3日、10日、7月26日、10月4日、11月1日、2015年9月19日、2016年2月27日、8月6日、12月24日） - 準レギュラー

## 作品

### DVD

#### イメージビデオ
- BACHELOR誌2007年2月号付録DVD
- 風子P!（2007年3月9日） - ファーストDVD
- ミックスジュース（2007年3月26日） - 一色雅、杉原桃花とのコラボレーション
- デカロマン（2007年5月25日）
- 乳だらけ／風子&岡田真由香&潤音（2007年6月25日）
- KYO-P!!（2007年7月27日）
- 風子 パイナッぷる（2007年9月21日）
- 風子[EIGHT]（DVD付）（2007年11月18日）
- 風子×保阪香菜子/輝ける乳女と麗しの尻女（2007年12月7日）
- 風子[EIGHTvol.2]（DVD付）（2007年12月16日）
- 風子[EIGHTvol.3]（DVD付）（2008年1月26日）
- 風子 メガ ハッP!（2008年4月20日）
- 風子 風のP子（2008年8月25日）
- 風子 麗しのP子（2008年10月25日）
- ALL NUDE（2009年3月25日）

#### アダルトビデオ
| 発売日   | タイトル                                      | 規格   | 品番    | メーカー | 備考        |
| 2009年   | 2009年                                        | 2009年 | 2009年  | 2009年   | 2009年      |
| -------- | --------------------------------------------- | ------ | ------- | -------- | ----------- |
| 2月1日   | グレイト 風子                                 | DVD    | TEK-009 | MUTEKI   | ※デビュー作 |
| 3月1日   | ボンバー 風子                                 | DVD    | TEK-010 | MUTEKI   |             |
| 4月1日   | マックス 風子                                 | DVD    | TEK-011 | MUTEKI   |             |
| 5月7日   | 芸能人×Pカップ 解禁ギリモザ                   | DVD    | SOE-214 | S1       |             |
| 6月7日   | 芸能人×Pカップ ものすごい顔射                 | DVD    | SOE-230 | S1       |             |
| 7月7日   | 芸能人×Pカップ バコバコ乱交                   | DVD    | SOE-247 | S1       |             |
| 8月7日   | 芸能人×Pカップ 絶叫!ビッグマグナムFUCK        | DVD    | SOE-262 | S1       |             |
| 9月7日   | 芸能人×Pカップ もっと激しく、激しく突いて     | DVD    | SOE-277 | S1       |             |
| 10月19日 | 芸能人×Pカップ 日本一の巨乳芸能人が脱いだワケ | DVD    | SOE-296 | S1       |             |
| 2010年   |                                               |        |         |          |             |
| 2月19日  | これで見納め!日本一のデカ乳SEX                | DVD    | SOE-356 | S1       | ※引退作     |

### 写真集
- KYO‐P（2007年6月25日、彩文館出版、撮影：上野勇）ISBN 978-4775602133
- ALL NUDE（2009年4月10日、ジーオーティー、撮影：福島裕二）ISBN 978-4860845551

### 携帯サイト
- 山内順仁パララ（デジタル写真集）

### CD
- 歌おう! 〜ハンドルキーパー応援ソング〜（2007年11月21日、徳間ジャパンコミュニケーションズ） - ポカスカジャンとのユニット・ポカスカ風[3]としてリリース